# デイナ・ジェイムズ・ベンテイ
デイナ・ジェイムズ・ベンテイ（Dana James Boente, 1954年2月7日 – ）は、アメリカ合衆国の検察官。バージニア州東部地区担当の連邦検事（2013年–）およびアメリカ合衆国司法長官代行（2017年）を務めた。ダナ・ボエンテ、デイナ・ボエンテと訳されて報道された。

## 生い立ち
ベンテイは1954年にイリノイ州カーリンヴィルにおいて、ジェイムズ・ベンテイとドリス・ベンテイの息子として誕生。ベンテイは1976年にセントルイス大学で経営学を専攻し、理学士号を取得。1982年にセントルイス大学法科大学院で法務博士号を取得。

## 検事歴
1982年、ベンテイはイリノイ州中部地区連邦地方裁判所首席判事ジェイムズ・ウォルド・アッカーマンの法務書記としてキャリアをスタートした。1984年、彼は司法長官選定優等プログラムに選出され、司法省税務部の犯罪捜査課に入省。2001年、バージニア州東地区担当の詐欺捜査部門で連邦検事補となった。
2012年12月、ベンテイは司法長官エリック・ホルダーにより、ルイジアナ州東部地区担当の連邦検事に任命された。彼は2013年9月まで連邦検事を務めた。2013年9月23日、1998年の連邦欠員改革法の施行により、彼はバージニア州東部地区担当の連邦判事代行に就任。2015年12月15日まで連邦判事代行を務めた。在職中、彼はマクドネル対アメリカ合衆国事件（元バージニア州知事ボブ・マクドネルによる収賄事件）を扱った。彼は「何人も法の下では平等」と言明し、「（マクドネルは）高位の公人とは呼べない。州で最も地位の高い公人では、決してない」と宣言した。
2015年10月8日、バラク・オバマ大統領はベンテイをバージニア州東部地区担当の第60代連邦判事に任命した。2017年1月30日、ドナルド・トランプ大統領は難民・移民の入国を制限する大統領令に反発したサリー・イエイツ司法長官代行を電撃更迭、ベンテイを後任の司法長官代行に指名した。
トランプ大統領は正式な司法長官として既にジェフ・セッションズを指名しており、1月上旬に上院司法委員会での閣僚指名承認公聴会が開催されていた。上院本会議による指名承認採決が完了した2月1日、ベンテイは司法長官の職務をジェフ・セッションズに引き継ぎ、代行を退任。

## 私生活
ベンテイは北バージニアに29年間居住していた。